# Mordellistena quadrinotatipennis
Mordellistena quadrinotatipennis es una especie de coleóptero de la familia Mordellidae.

## Distribución geográfica
Habita en Borneo.